# ازرق اورشلیمی
ازرق اورشلیمی، رنگینک اورشلیمی (نام علمی: Chrozophora hierosolymitana) نام یک گونه از سرده ازرق است.